# منهج RAID النفسي
مصطلح RAID هو اختصار لـ (تعزيز ما يلائم، ونسف ما يهدم) هو منهج نفسي إيجابي أقل تقييدًا للتعامل مع الأشخاص الذين يظهرون سلوكاً يصعب التعامل معه. في العام 1990 كان الدكتور وليام ديفيز أول من كتب مقاربة RAID ، وقامت جمعية العلاجات النفسية بنشرها وتوزيعها. يتم تدريب أكثر من 20,000 من محترفي العمل في مجال الصحة النفسية والمجالات الأخرى  ذات الصلة على منهج RAID  بشكل رئيسي في المملكة المتحدة وأيرلندا، وهو الآن في إصداره الحادي عشر.
نموذج “RAID”
يدعم نموذج “RAID” فلسفة العناية حيث يقوم المحترفون «بتقليل السلوكيات الهدامة بالقدر الذي تسمح به السلامة، والتركيز على تحديد وتعزيز السلوك المناسب، ما يؤدي إلى إزاحة السلوك الهدام تدريجياً». يؤكد هذا النموذج كيف يمكن أن تتم معالجة السلوكيات الأكثر تطرفًا من خلال التشجيع المسبق للصفات والسلوكيات الإيجابية التي يظهرها الفرد، ويركز بشكل واضح على تزويد الأفراد بفرص مشجعة لإنجاز تقدم.
الهدف هو أن يقوم المحترف بالتركيز على السلوكيات «الخضراء» (الإيجابية) والتقليل من فرص السلوك «الأحمر» (الصعب أو الأقل إيجابية)، مما يقود إلى تطوير بيئة علاجية. تتضمن العملية الثناء على السلوكيات الإيجابية أو ما يسمى بالخضراء بطرق تساعد المرضى على إدراك إنجازاتهم، في حين يتم التقليل من السلوكيات الحمراء (السلبية) بشكل آمن من خلال استخدام استراتيجيات مثل آليات التشتيت.